# Saint-Étienne-de-Valoux
Saint-Étienne-de-Valoux település Franciaországban, Ardèche megyében. Lakosainak száma 274 fő (2022. január 1.). Saint-Étienne-de-Valoux Andance, Saint-Cyr, Saint-Désirat, Talencieux és Thorrenc községekkel határos.

## Népesség
A település népessége az elmúlt években az alábbi módon változott:
| Lakosok száma | 217  | 216  | 200  | 273  | 288  | 289  | 294  | 297  | 296  | 274  |
|               | 1968 | 1982 | 1990 | 2006 | 2013 | 2015 | 2017 | 2019 | 2020 | 2022 |